# Lista do patrimônio histórico em Alagoas
Essa é uma sublista da lista do patrimônio histórico no Brasil para o estado brasileiro de Alagoas.
| Município           | Monumento ou obra                                   | Esfera do tombamento | Uso atual                                                     | Ano do tombamento | Ref           |
| ------------------- | --------------------------------------------------- | -------------------- | ------------------------------------------------------------- | ----------------- | ------------- |
| Marechal Deodoro    | Casa de Deodoro da Fonseca                          | centro histórico     | Museu Marechal Deodoro da Fonseca conjunto de casas séculares |                   |               |
| Marechal Deodoro    | Convento e Igreja de São Francisco                  | Federal              | Museu de Arte Sacra de Alagoas Dom Ranulfo                    | 1964              |               |
| Palmeira dos Índios | Casa de Graciliano Ramos                            | Federal              | Museu Casa de Graciliano Ramos                                | 1965              |               |
| Penedo              | Convento e Igreja de Santa Maria dos Anjos          | Federal              | —                                                             | 1941              |               |
| Penedo              | Igreja de Nossa Senhora da Corrente                 | Federal              | —                                                             | 1964              |               |
| Penedo              | Igreja de São Gonçalo Garcia                        | Federal              | —                                                             | 1964              |               |
| Penedo              | Centro Histórico de Penedo                          | Federal              | —                                                             | 1996              |               |
| Porto Calvo         | Remanescentes da vila colonial de Porto Calvo       | Federal              | —                                                             | 1955              |               |
| União dos Palmares  | Serra da Barriga                                    | Federal              | —                                                             | 1986              |               |
| Maceió              | Academia Alagoana de Letras                         | Estadual             |                                                               | 1999              | [ 1 ]         |
|                     | Associação Comercial                                |                      |                                                               |                   |               |
|                     | Bairro de Jaraguá                                   |                      |                                                               |                   | [ 2 ]         |
|                     | Bairro do Pontal da Barra                           |                      |                                                               |                   | [ 3 ]         |
|                     | Capela de São Gonçalo de Amarante                   |                      |                                                               |                   | [ 4 ]         |
|                     | Catedral Metropolitana                              |                      |                                                               |                   | [ 5 ]         |
|                     | Casa Jorge de Lima                                  |                      |                                                               |                   |               |
|                     | Igreja Bom Jesus dos Martírios                      |                      |                                                               |                   | [ 6 ]         |
|                     | Igreja Nossa Senhora da Guia                        |                      |                                                               |                   | [ 7 ]         |
|                     | Igreja Nossa Senhora do Ó                           |                      |                                                               |                   | [ 8 ]         |
|                     | Igreja de Nossa Senhora do Livramento               |                      |                                                               |                   | [ 9 ]         |
|                     | Igreja de Nossa Senhora do Rosário dos Pretos       |                      |                                                               |                   | [ 10 ]        |
|                     | Ilha de Santa Rita                                  |                      |                                                               |                   | [ 11 ]        |
|                     | Instituto Histórico e Geográfico de Alagoas         |                      |                                                               |                   | [ 12 ]        |
|                     | Instituto de Ciências Biológicas e da Saúde da UFAL |                      | Centro de estudo universitário                                |                   | [ 13 ]        |
|                     | Memorial Hélio Cabral                               |                      |                                                               |                   | [ 14 ]        |
|                     | Palácio Floriano Peixoto                            |                      | Museu                                                         |                   | [ 15 ]        |
|                     | Museu Théo Brandão                                  |                      |                                                               |                   | [ 16 ]        |
|                     | Museu da Imagem e Som                               |                      |                                                               |                   | [ 17 ]        |
|                     | Palacete Barão de Jaraguá                           |                      |                                                               |                   | [ 18 ]        |
|                     | Palácio do Trabalhador                              |                      |                                                               |                   | [ 19 ]        |
|                     | Pontal da Barra                                     |                      |                                                               |                   | [ 3 ]         |
|                     | Praça Floriano Peixoto                              |                      |                                                               |                   | [ 20 ]        |
|                     | Associação Aliança Comercial dos Retalhistas        |                      |                                                               |                   | [ 21 ]        |
|                     | Sede do Arcebispado                                 |                      |                                                               |                   | [ 22 ]        |
|                     | Sociedade Perseverança                              |                      |                                                               |                   | [ 23 ]        |
|                     | Sobrado dos Irmãos Breda                            |                      |                                                               |                   | [ 24 ]        |
|                     | Sociedade Nossa Senhora do Bom Conselho             |                      |                                                               |                   | [ 25 ]        |
|                     | Teatro Deodoro                                      | Estadual             |                                                               | 2008              | [ 26 ]        |
|                     | Tribunal de Justiça                                 |                      |                                                               |                   | [ 27 ] [ 28 ] |

## Fonte
- IPHAN. «Arquivo Noronha Santos». Consultado em 3 de dezembro de 2007. Arquivado do original em 25 de maio de 2007